# نبرد خارطوم (۲۰۲۳–۲۰۲۵)
نبرد خارطوم، نبردی بزرگ برای کنترل پایتخت سودان، خارطوم بود که در داخل و اطراف این شهر میان نیروهای شبه‌نظامی موسوم به نیروهای واکنش سریع و نیروهای مسلح سودان درگرفت. این نبرد در ۱۵ آوریل ۲۰۲۳ آغاز شد، زمانی که نیروهای واکنش سریع، فرودگاه بین‌المللی خارطوم، چندین پایگاه نظامی و کاخ ریاست جمهوری را به تصرف خود درآوردند و به این ترتیب سلسله‌ای از درگیری‌های فزاینده شکل گرفت. این نبرد به طولانی‌ترین نبرد مستمر در تاریخ سودان، طولانی‌ترین نبرد در پایتخت یک کشور آفریقایی، طولانی‌ترین نبرد در تاریخ شمال آفریقا و یکی از مرگبارترین نبردهای ثبت‌شده در تاریخ سودان و آفریقا تبدیل شد که بیش از ۶۱٬۰۰۰ کشته بر جای گذاشت.
در سرآغاز این نبرد، اعلام شد که ناآرامی‌ها در خارطوم و مروی از تاریخ ۱۳ آوریل ۲۰۲۳، هنگامی که نیروهای واکنش سریع آماده جنگ شدند افزایش پیدا کرده است. در پاسخ به این اقدام، اس‌آی‌اف اطلاعیه‌ای صادر کرد و بعد از این اطلاعیه اینگونه بیان کردند: «احتمال رویارویی میان نیروهای اس‌آی‌اف و آراس‌اف وجود دارد» که بیم از درگیری وسیع‌تر را تشدید کرد. سپس در شامگاه ۱۴ آوریل ۲۰۲۳، نیروهای پشتیبانی سریع به فرودگاه بین‌المللی خارطوم، یک پایگاه نظامی و کاخ ریاست جمهوری هجوم بردند. جنگ در خارطوم تا مناطق نزدیک آن وسعت پیدا کرد و در درجه نخست به أم دورمان رسید؛ مکانی که پل آن روی رود نیل سفید از طرف نیروهای واکنش سریع تسخیر شد. در نهایت، نیروهای مسلح سودان در ۲۶ مارس ۲۰۲۵ با اخراج نیروهای واکنش سریع از بخش‌های عمده خارطوم، از جمله فرودگاه و کاخ ریاست‌جمهوری، ادعای پیروزی کردند.

## تلفات و خسارات
در این جنگ تا تاریخ ۲۸ آوریل، بیش از ۵۰۰ غیرنظامی خارطوم به قتل رسیدند. کشته‌شدگان غیر سودانی این منطقه ازقبیل یک شهروند هندی، یک شهروند عراقی، یک غیرنظامی مصری و یک مرد سودانی-آمریکایی بودند.